# Хлопець та його пес (фільм)
«Хлопець і його пес» (англ. A Boy and His Dog) — постапокаліптичний фільм 1975 року режисера Л. К. Джонса, заснований на однойменній повісті Гарлана Еллісона.

## Сюжет
2024 рік. Після спустошливої Четвертої світової війни, що тривала всього п'ять днів, залишки населення США животіють у спорожнілих містах. Кожен наданий сам собі, виживання зводиться до пошуку їжі і сутичками з іншими людьми за їжу. Головний герой, Вік, працює в парі зі своїм псом Бладом, який має з ним телепатичний зв'язок. Ця співпраця взаємовигідна — пес попереджає про небезпеку і знаходить жінок для Віка, а Вік добуває їжу (Блад не здатний самостійно полювати). Пес є дітищем військових генетичних дослідів і здатний телепатично виявляти живих істот в окрузі, але може спілкуватися тільки з Віком. Проте в міцній дружбі відбувається розкол — Вік вистежує і закохується у Квіллу Джин, мешканку одного з підземних міст — Топіки, життя якого завмерло на рівні 50-х років XX століття. Вміло закохавши в себе Віка, Квілла ховається і зникає в підземному місті. Вік, незважаючи на протести і переконання Блада, прямує до неї. Блад, не бажаючи йти на вірну смерть, залишається біля входу в бункер, пообіцявши при цьому почекати Віка.
Потрапивши в Топіку, Вік розуміє, що потрапив у пастку — його заманили в місто лише для того, щоб поповнити генофонд Топіки. Після штучного запліднення його сім'ям 35 наречених його передбачалося утилізувати. Амбітна Квілла, яка бажала разом із іншими змовниками потрапити в Комітет (керівний орган Топіки), звільняє Віка і намагається змусити його знищити членів Комітету. Вік не збирається задовольнятися сумнівною владою і з боєм проривається до виходу. Квіллі не залишається робити нічого іншого, як піти за ним.
Блад чекає їх нагорі. Він сильно окляк від ран попередніх боїв і сильно зголоднів. Перед Віком стоїть дилема — покинути друга і піти разом з Квіллою, або залишитися разом з псом. Вік вибирає пса.
Нагодувавши Блада м'ясом Квілли, Вік разом з псом іде геть у пустелю, на пошуки свого раю.

## Нагороди
Фільм отримав дві нагороди — Премію «Г'юго» за найкращу постановку і премію Сатурн за найкращу головну чоловічу роль в 1976 році.

## Інше
Гарлан Еллісон у традиційному для себе стилі вкрай критично відгукувався про фільм, наприклад, називав його «смердючим».
Твір був джерелом натхнення при створенні серії відеоігор Fallout.
У фільмі звучить марш «Stars and Stripes Forever» Д. Сузи.